# SN 1962O
SN 1962O – supernowa odkryta 30 listopada 1962 roku w galaktyce MCG +07-08-01. W momencie odkrycia miała maksymalną jasność 19,80m.